# پروژه سرور ترمینال لینوکس
لینوکس ترمینال سرور(LTSP) یک ترمینال سروری لینوکسی منبع آزاد و باز است که اجازه می‌دهد تا بسیاری از کاربران به طور همزمان از یک کامپیوتر استفاده کنند. برنامه‌های کاربردی روی سرور اجرا می‌شوند و با یک ترمینال شناخته شده به عنوان تین کلاینت (همچنین شناخته شده به عنوان یک X ترمینال) تبادل ورودی و خروجی می‌کنند. به طور کلی ترمینال‌ها نسبت به دسکتاپ‌ها کمتر نیرو می‌برند و فاقد یک دیسک سخت‌اند و کم‌صداترند و قابل اعتماد تر از رایانه‌های رومیزی‌اند چرا که هیچ قطعه حرکت کننده‌ای ندارند.
این تکنولوژی در حال محبوب شدن در مدارس است چرا که به دانش‌آموزان امکان دسترسی بدون نیاز به هزینه روی کامپیوترهای گرانقیمت رومیزی را می‌دهد. برای دسترسی ارزان‌قیمت‌تر به این کامیپوترها می‌توان از رایانه‌های قدیمی به عنوان تین‌کلاینت استفاده نمود که دیگر نمی‌توانند به عنوان یک رایانه رومیزی کاردهی داشته باشند. حتی یک سیستم با ۱۲۸ گیگ رم می‌تواند کاراریی بالایی به عنوان یک تین‌کلاینت از خود نشان دهد. به علاوه، استفاده از یک سرور مرکزی به معنی عملکرد بالاتریست که در ازای هزینه کم به دست می‌آید. هزینه‌ای که به جای صرف روی تعدادی رایانه روی یک سرور صورت می‌پذیرد.
با تبدیل‌های رایانه‌های موجود به تین کلاینت و به دلیل سامانه کنترلی در سرور، کاربران یک مؤسسه آموزشی می‌توانند کنترل بیشتری روی دانش‌آموزان خود که در حال استفاده از سیستم هستند داشته باشند.. همچنین Epoptes (یک ابزار مدیریت) را ببینید.

## روند بوت کاربر LTSP
1. در سرور LTSP، یک محیط chroot با سیستم عامل لینوکس کوچکی و محیط X تنظیم شده است.
2. یک رایانه بوت[۱] شده از ابزاری محلی (مانند یک دیسک CD-ROM یا دیسک USB) که در آن یک کرنل لینوکس کوچک سیستم و تمامی ابزارهای جانبی آن را می‌شناسد.
3. یا تین کلاینت با استفاده از PXE یا بوت تحت شبکه که بخشی از نرم‌افزار شبکه روی برد است برای درخواست به یکIP و بوت سرور (LTSP سرور) با استفاده ازپروتکل DHCP. معمولاً روی یک سرور،LTSP یک بوت‌لودر PXE لود شده(PXElinux) که با آن کرنل لینوکس و پروسه initrd از یک تی‌اف‌تی‌پی (TFTP) بازیابی می‌شود. با استفاده از این ابزارهای initrd، هسته یک درخواست DHCP IP جدید و آدرسی که فایل سیستم روت از آن بارگذاری می‌شود (از طریق chroot اشاره شده در بالا) می‌دهد. زمانی که این اطلاعات دریافت شود کاربر از طریق فایل سیستم شبکه(NFS) یا جزء بلوکه شبکه(NBD) مسیر فایل سیستم ریشه را بارگذاری می‌کند.
4. پس از آن کاربر لینوکس را از NFS که ریشه را بارگذاری نموده است (و یا NDB) لود می‌کند و X را راه‌اندازی می‌کند. XDMCP مدیر درگاه ورودی روی سرورLTSPاست. در مورد نسخه جدیدتر MueKow(LTSP v5.x)، کاربر یک تونل ssh به سرور LTSP با دسترسی به محیط X می‌زند(ssh -x) و از طریق آن به شکل لوکال LDM(LTSP Display Manager) را اجرا می‌کند. از این نقطه به بعد تمامی برنامه‌ها روی سرور انجام می‌شود ولی از طریق نمایشگر و سیستم کاربر مدیریت و نمایش داده می‌شود.

| هدف                                 | LTSP 4     | LTSP 5 (MueKow)        |
| ----------------------------------- | ---------- | ---------------------- |
| رابط کاربری خروجی                   | XDMCP      | ssh -X                 |
| ورود از راه دور (X display manager) | KDM/GDM    | مدیر نمایشLTSP (LDM)   |
| ادغام روش                           | LTSP فایل  | به عنوان بخشی از توزیع |
| فایل سیستم ریشه                     | NFS        | NBD یا NFS             |
| سرور تصدیق هویت                     | XDMCP سرور | SSH سرور               |